# 山下敦弘
山下 敦弘（やました のぶひろ、1976年8月29日 - ）は、日本の映画監督。愛知県半田市出身。大阪芸術大学芸術学部映像学科卒業。

## 略歴・人物
愛知県立阿久比高等学校在学中から自主映画を製作。後の山下映画の常連俳優となる山本剛史とは中学校の同級生で、高校は別だったが自主映画仲間だった。
大学時代の先輩に熊切和嘉、山本浩司、宇治田隆史、本田隆一、元木隆史。同期には寺内康太郎、呉美保、柴田剛などがいる。卒業制作として撮った『どんてん生活』のビデオを、知人に配っていたら、篠崎誠経由で（北野武を国際的に紹介した批評家の）トニー・レインズに注目され、国際映画祭に出品される。
大学の同級生だった向井康介（現在は脚本家）とのコンビで『どんてん生活』（1999年）『ばかのハコ船』（2002年）『リアリズムの宿』（2003年）の通称"ダメ男三部作"を20代で完成させ、そのオフビートな作風から「日本のアキ・カウリスマキ」「日本のジム・ジャームッシュ」などと称される（向井と2人の脚本共作体制は『松ヶ根乱射事件』まで続く）。
その後、女子高生を主役にした『リンダ リンダ リンダ』（2005年）で新境地を開拓。『天然コケッコー』では、『ジョゼと虎と魚たち』の脚本家・渡辺あやと組み、第32回報知映画賞・最優秀監督賞を最年少受賞。2014年、咲くやこの花賞（文芸その他部門）受賞。キネマ旬報ベストテンでも『リンダ リンダ リンダ』(2005年6位）『天然コケッコー』(2007年2位）『マイ・バック・ページ』(2011年9位）『苦役列車』（2012年5位）『もらとりあむタマ子』(2013年9位）と、若手監督としては群を抜く入賞歴を誇っている。
向井と、やはり学生時代から組んでいたカメラマンの近藤龍人との3人で「真夜中の子供シアター」名義でも活動する。
俳優としても、自作や他人の監督作に出演。Theピーズ、作家の伊坂幸太郎らとのコラボレーション『実験4号』にも携わっている。
文芸誌『文学界』の鼎談で、入籍したことを明らかにしている。山本浩司、山本剛史・出演の『ふたりの山本』という短編のオチにそのことがネタになっている。
2015年、ドラマ『山田孝之の東京都北区赤羽』において、東京ドラマアウォード2015の演出賞を松江哲明とともに受賞。
第77回カンヌ国際映画祭監督週間に久野遥子との共同監督によるアニメ映画『化け猫あんずちゃん』が出品される。

## 監督作品

### 劇場公開用映画
- どんてん生活（1999年）
- ばかのハコ船（2002年）
- リアリズムの宿（2003年）
- くりいむレモン（2004年）
- リンダ リンダ リンダ（2005年）
- 松ヶ根乱射事件（2007年）
- ユメ十夜（2007年）※「第八夜」監督
- 天然コケッコー（2007年）
- マイ・バック・ページ（2011年）
- 苦役列車（2012年）
- エアーズロック〜まさかの劇場版（2012年）※TVドラマ『エアーズロック』の上映用劇場編集版。11月3日吉祥寺バウスシアターにて）
- ありふれたライブテープにFocus（2013年）
- もらとりあむタマ子（2013年11月23日）
- 超能力研究部の3人（2014年12月6日）
- 味園ユニバース（2015年2月14日）
- オーバー・フェンス（2016年9月17日）[5][6]
- ぼくのおじさん（2016年11月3日）
- 映画 山田孝之3D（2017年6月16日）※松江哲明との共同監督
- ハード・コア（2018年11月23日）
- 1秒先の彼（2023年7月7日）
- カラオケ行こ!（2024年1月12日）
- 水深ゼロメートルから（2024年5月3日）
- 告白 コンフェッション（2024年5月31日）
- 化け猫あんずちゃん（2024年7月19日）※久野遥子との共同監督

### 短編映画
- その男、狂棒に突き
- よっちゃん
- 不詳の人
- 道（子宮で映画を撮る女）
- パリ、テキサス、守口
- 中学生日記（原作：Q.B.B）（2005年）
- It's a small world（DVD付き書籍『実験4号』の一部）
- 我ら天下を目指す
- 曇天吉日（keep walking theatreの一作）
- ご近所UMAモロベエ（2012年）
- ランブラーズ２ (2021年)
- MIRRORLIAR FILMS Season1「無事なる三匹プラスワン コロナ死闘篇」（2021年）

### テレビドラマ
- 谷村美月17歳、京都着。〜恋が色づくその前に〜（2007年）
- 蒼井優×4つの嘘 カムフラージュ（2008年、WOWOW）
- 週刊真木よう子「中野の友人」（2008年、テレビ東京）
- 深夜食堂「タマゴサンド」「アジの開き」（2009年、毎日放送）
  - 深夜食堂2「唐揚げとハイボール」「缶詰」（2011年、毎日放送）
  - 深夜食堂3「里いもとイカの煮もの」「きんぴらごぼう」（2014年、毎日放送）
  - 深夜食堂 -Tokyo Stories-「アメリカンドッグ」「トンテキ」（2016年、Netflix）
- エアーズロック（2012年4月–7月、GAINAX）※今泉力哉と共監督
- 山田孝之の東京都北区赤羽（2015年、テレビ東京）※本人出演
- 山田孝之のカンヌ映画祭（2017年、テレビ東京）※本人役出演
- コタキ兄弟と四苦八苦（2020年、テレビ東京）

### 配信ドラマ
- モダンラブ・東京「最悪のデートが最高になったわけ」（2022年、Amazon Prime Video）[7]

### その他
- 腐る女（1997年、ショートムービー）監督
- 鬼畜大宴会（1998年、熊切和嘉監督）助監督
- CM「角川文庫　夏の100冊」（2008年、松山ケンイチ主演）
- 土俵際のアリア（LISMOオリジナルドラマ、2009年）
- めちゃ怖（2009年、小池壮彦主演）監督
- MUSIC ON! TV ステーションID"シーズン・グリーティングID"「タマ子」シリーズ（2012年11月 - 、MUSIC ON! TV）
- 午前3時の無法地帯（BeeTV配信ドラマ、2013年）
- 乃木坂46「君の名は希望」ミュージックビデオ（2013年）
- フジファブリック「カンヌの休日 feat. 山田孝之」ミュージックビデオ（2017年2月15日）
- WEB CM「JT 山本彩 ひといきつきながら それぞれの道篇 」短編映像（2017年2月17日）
- ライス単独ライブ「ブラン」（2017年7月7日-7月9日、CBGKシブゲキ‼）OP映像監督

## 受賞歴
- 毎日映画コンクール
  - 第62回日本映画優秀賞
- 報知映画賞
  - 第32回監督賞
- TAMA映画賞
  - 第8回最優秀作品賞
- 映画芸術
  - 2005年度作品ベストテン第1位
  - 2007年度作品ベストテン第3位
  - 2012年度作品ベストテン第1位
  - 2013年度作品ベストテン第6位
- キネマ旬報ベスト・テン
  - 第79回日本映画ベスト・テン第6位
  - 第79回読者選出日本映画ベスト・テン第3位
  - 第81回日本映画ベスト・テン第2位[8]
  - 第85回日本映画ベスト・テン第9位
  - 第86回日本映画ベスト・テン第5位
  - 第86回日本映画ベスト・テン第9位
  - 第90回日本映画ベスト・テン第9位
- ヨコハマ映画祭
  - 第29回日本映画ベストテン第2位[9]
- 朝日ベストテン映画祭
  - 第70回最優秀作品賞
- ゆうばり国際ファンタスティック映画祭
  - 第11回オフシアター部門グランプリ
- KINOTAYO現代日本映画祭
  - 第10回ソレイユ・ドール 観客賞
- おおさかシネマフェスティバル
  - 2015年監督賞
  - 2015年日本映画ベストテン第3位
- 芸術選奨文部科学大臣新人賞
  - 2018年度映画部門

## 出演作
- 世田谷リンダちゃん（タナダユキ監督）
- ピーカン夫婦
- 幽霊より怖い話 VOL.4
- 歌謡曲だよ人生は 乙女の祈り（宮島竜治監督）
- フィッシュストーリー（中村義洋監督）クラブのマスター役
- モテキ（テレビドラマ版第9話、漫画家のアシスタント役）
- たぶらかし-代行女優業・マキ-（第5話、山下役）
- 夢売るふたり（西川美和監督、2012年）
- いだてん〜東京オリムピック噺〜（第5話、カメラマン役）